# Alexei Taranow
Alexei Taranow (russisch Алексей Таранов, engl. Transkription Aleksey Taranov; * 8. August 1946) ist ein ehemaliger sowjetischer Mittelstreckenläufer, der sich auf die 800-Meter-Distanz spezialisiert hatte.
Bei den Halleneuropameisterschaften 1971 in Sofia siegte in der 4-mal-800-Meter-Staffel die sowjetische Mannschaft in der Besetzung Walentin Taratynow, Stanislaw Meschtscherskich, Taranow und Wiktor Semjaschkin und stellte dabei mit 7:17,8 min einen Hallenweltrekord auf. 1972 gewann Taranow bei den Halleneuropameisterschaften in Sofia mit dem sowjetischen Quartett Silber in der 4-mal-720-Meter-Staffel.
Seine persönliche Bestzeit von 1:47,3 min stellte er am 19. Juli 1971 in Moskau auf.